# Dynapac
Dynapac ist ein schwedisches Unternehmen im Bereich Maschinenbau mit Sitz in Karlskrona. Das Unternehmen wurde 1934 gegründet und verfügt über Standorte in sieben Ländern. Dynapac stellt Straßenfertiger, Beschicker, Walzen und Fräsen her. Im Oktober 2017 wurde das Unternehmen von der französischen Fayat Gruppe übernommen.

## Geschichte
1934 wurde die AB Vibro betong in Stockholm gegründet. Hilding Svenson entwickelte 1936 die Rüttelplatte. 1940 änderte das Unternehmen seinen Namen zu AB Vibro-Verken.
Bereits 1947 brachte das Unternehmen den ersten Vibrationsscheibenverdichter auf den Markt. Er wog 1,5 Tonnen und erhielt den Spitznamen "Frosch". Das erste Forschungslabor wurde 1948 eröffnet und das Unternehmen fertigte 1953 die erste Vibrationswalze. In diesen Jahren wurden außerdem weltweite Fertigungsstandorte eröffnet: 1941 in Ljungby, Schweden, 1946 in den USA, 1958 in Brasilien und 1960 wurde der Standort in Karlskrona, Schweden eröffnet. Dieser enthielt das technische Zentrum des Unternehmens und stellt große Walzen her. 1973 änderte das Unternehmen seinen Namen zu Dynapac und vergrößerte seine Produktpalette.

### Akquisitionen
- 1978 Salco (Schweden)
- 1979 Vibratechniques (Frankreich)
- 1981 Watanabe (Japan)
- 1984 Hoes (Deutschland)
- 1995 Demag Schrader (Deutschland)

Dynapac eröffnete 2001 seine erste Produktionsstätte in China, die bereits fünf Jahre später erweitert wurde. Im selben Jahr wurde eine neue Produktionsstätte in den USA eröffnet. 2008 eröffnete die Produktionsstätte in Indien und seit 2009 gibt es die Vertriebszentren in den USA und Belgien. Dynapac wurde 2007 Teil der Atlas Copco Gruppe. Im Zuge der Übernahme durch die Fayat Gruppe 2017 änderte Dynapac die Farben seiner Maschinen zu Rot, Weiß und Grau.

## Standorte
Dynapacs Hauptsitz befindet sich in Karlskrona, Schweden. Das Unternehmen hat Produktionsstätten in fünf Ländern und ist weltweit in 37 Ländern vertreten.

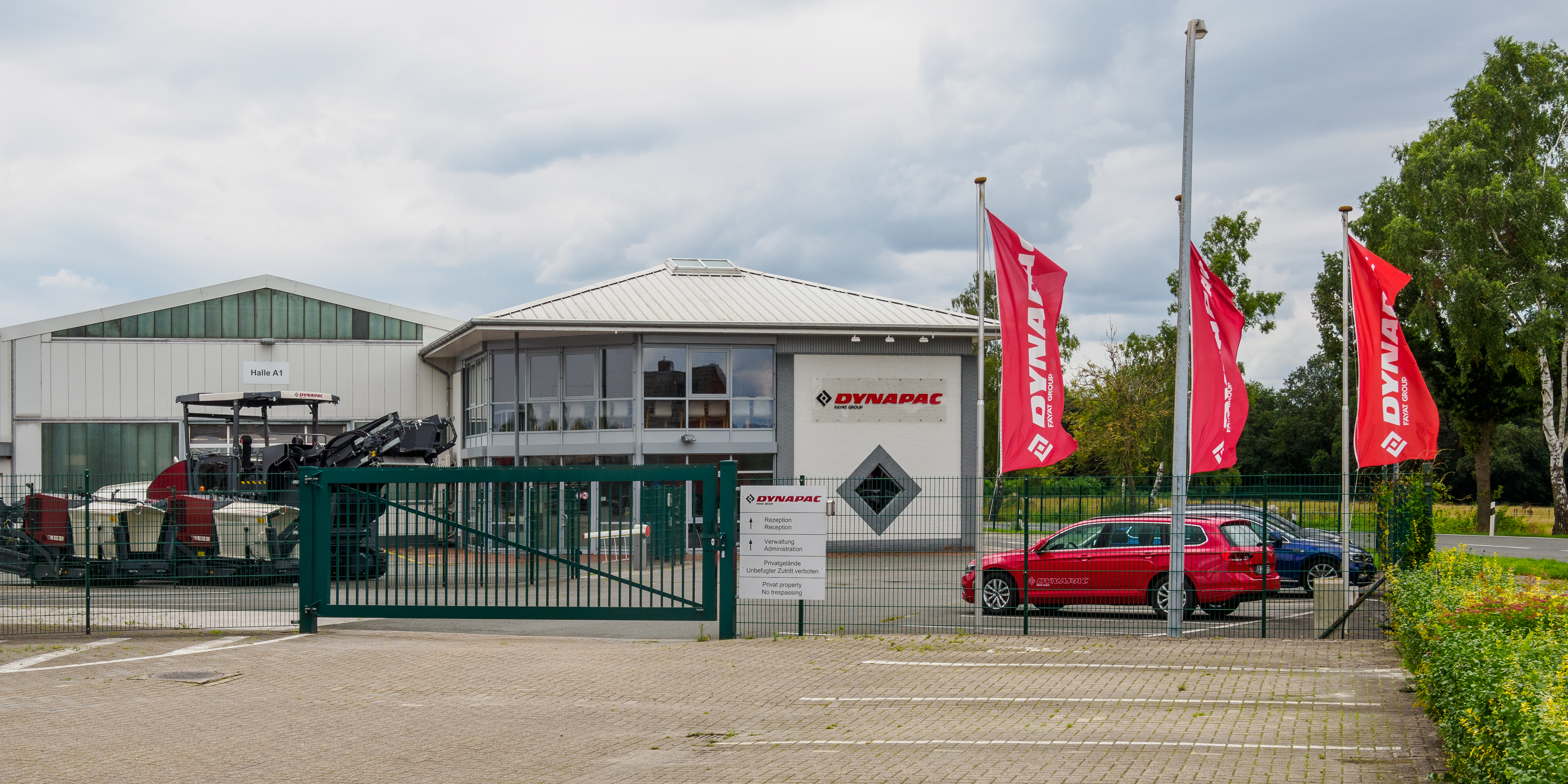
Dynapac-Werk in Wardenburg

### Produktionsstätten
- Wardenburg, Deutschland
- Karlskrona, Schweden
- Sorocaba, Brasilien
- Tianjin, China
- Nasik, Indien

### Vertriebszentren
- Werne, Deutschland
- Shanghai, China
- Charlotte, USA
- Pune, Indien

## Produkte
Dynapac bietet zahlreiche Produktvariationen aus den nachfolgenden Kategorien an:
- Verdichtung (Kleine und große Asphaltwalzen, Erdbauwalzen, statische und pneumatische Walzen; Stampfer und Vibrationsplatten[4])
- Straßenbau (Kompaktfertiger, City Fertiger, Großradfertiger, Großkettenfertiger, Beschicker und Bohlen)
- Fräsen (Kompaktfräsen)

## Bildgalerie

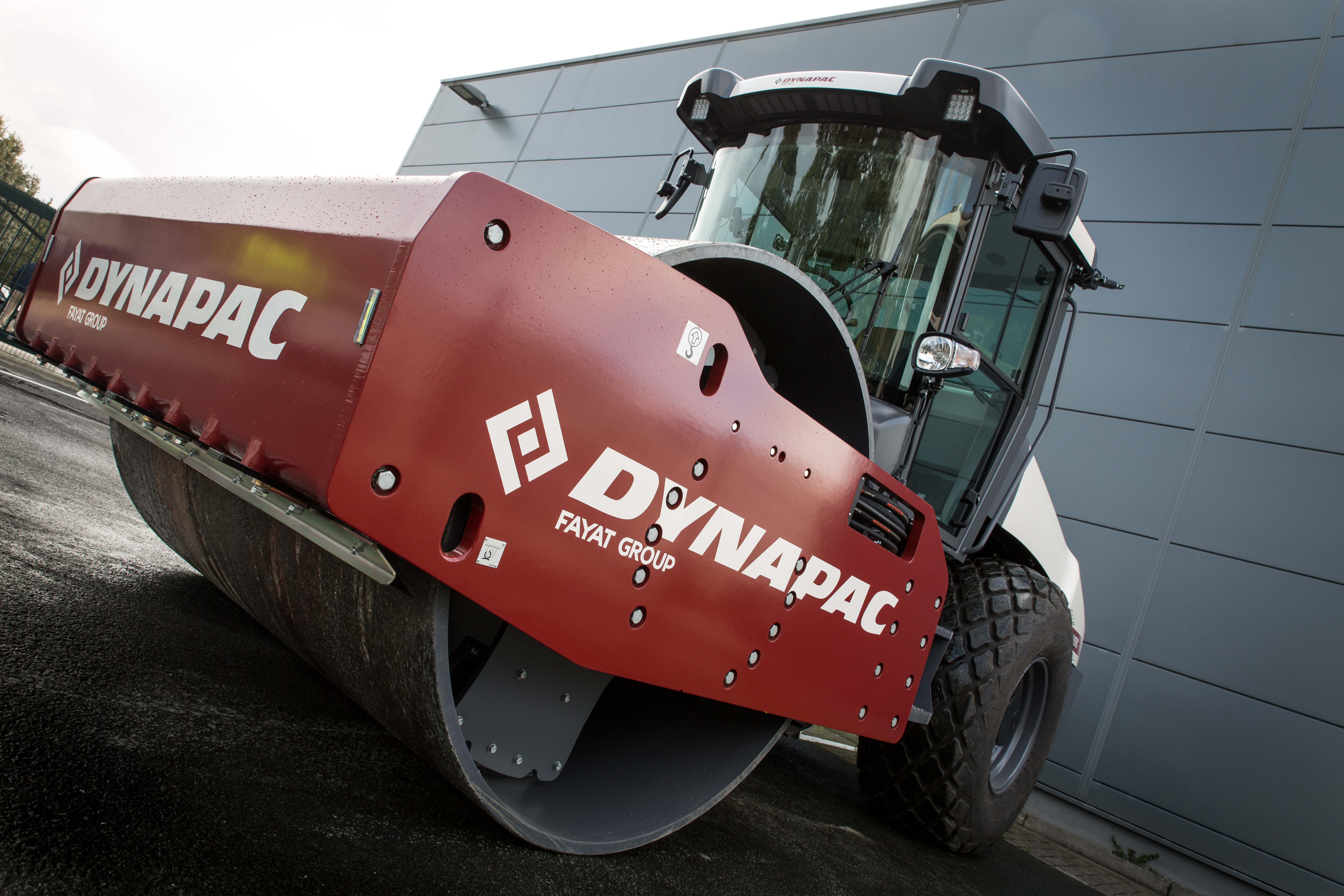
Dynapac Walzenzug CA3500D
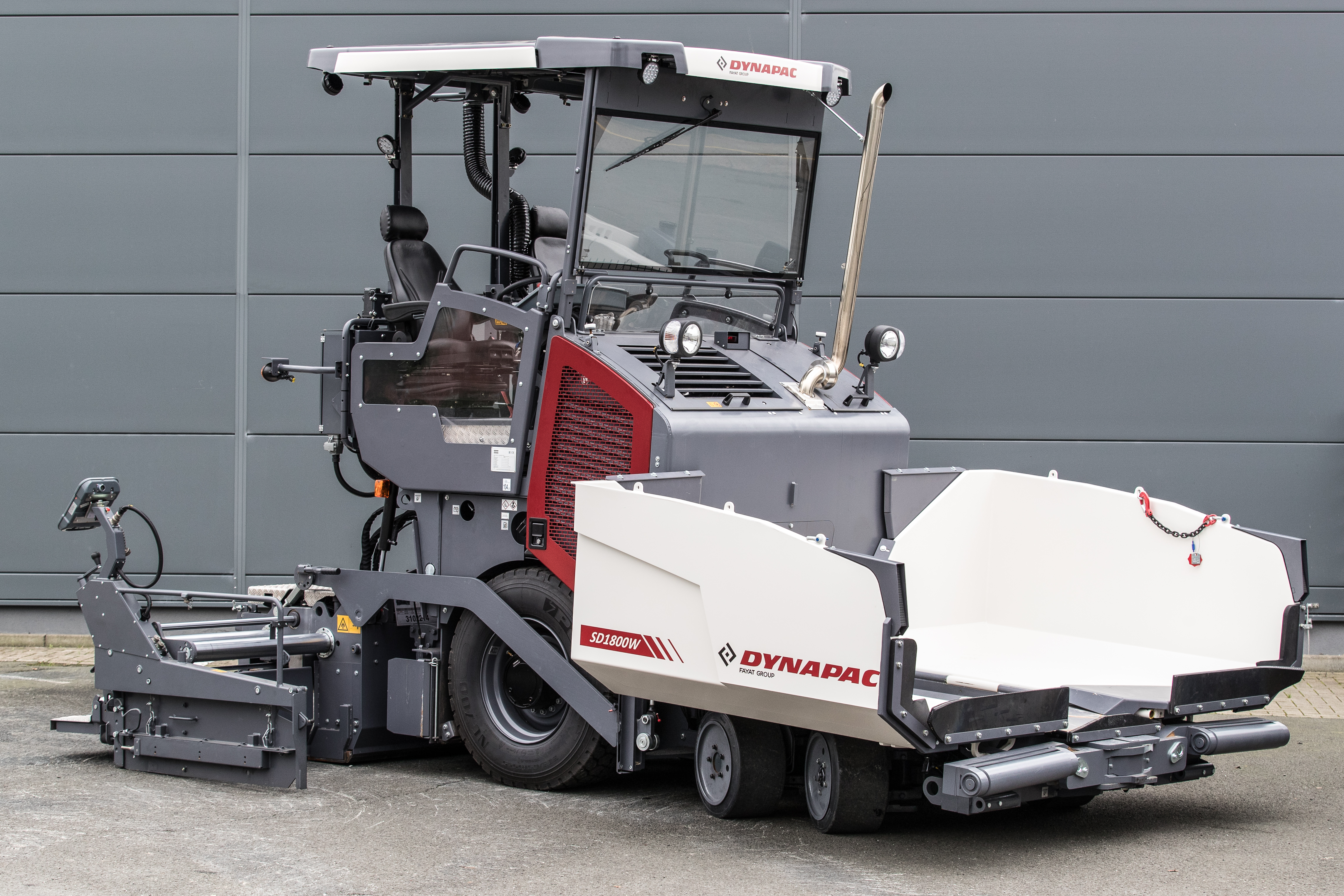
Dynapac City Fertiger SD1800W
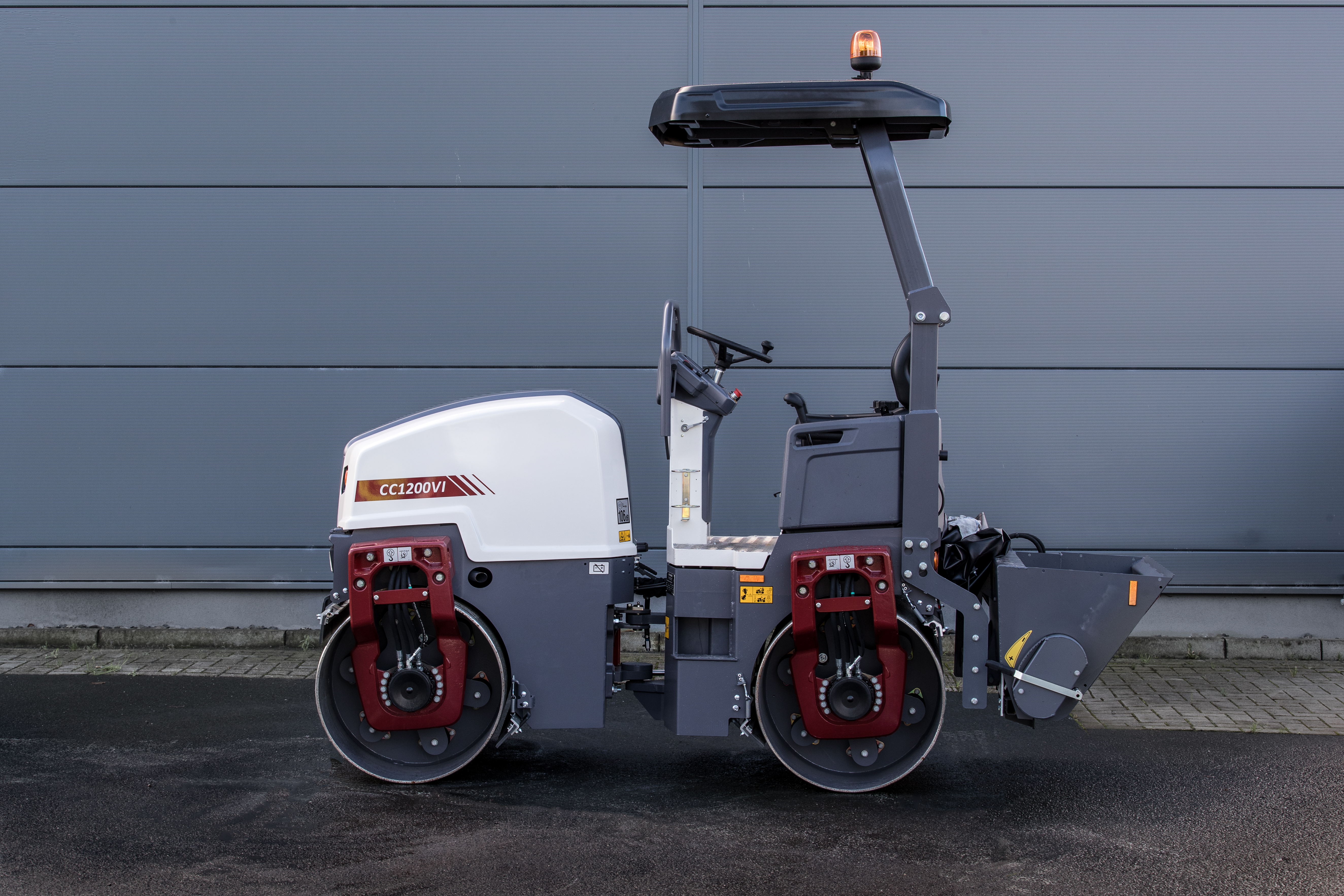
Dynapac Tandem-Vibrationswalze CC1200VI
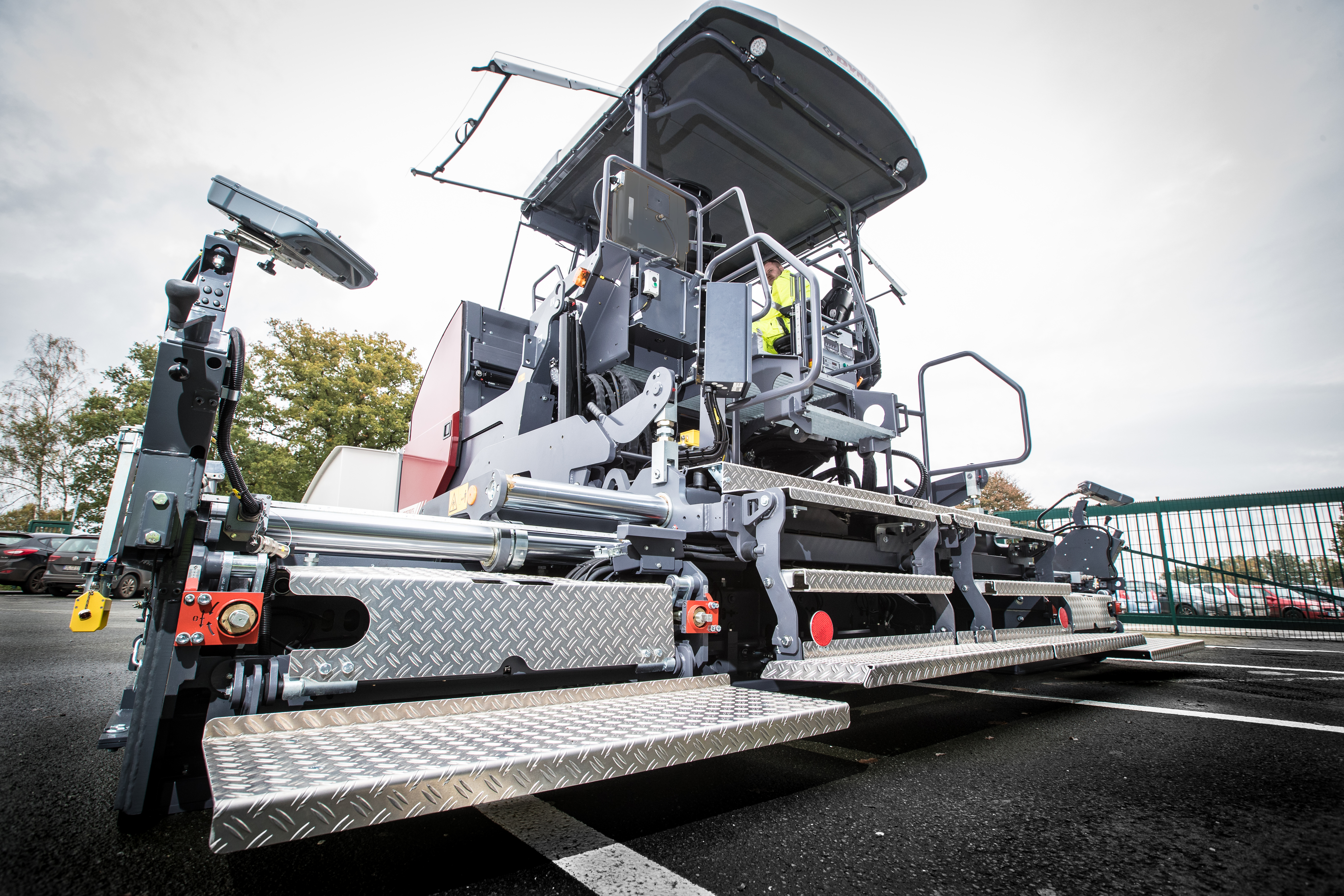
Dynapac Bohle
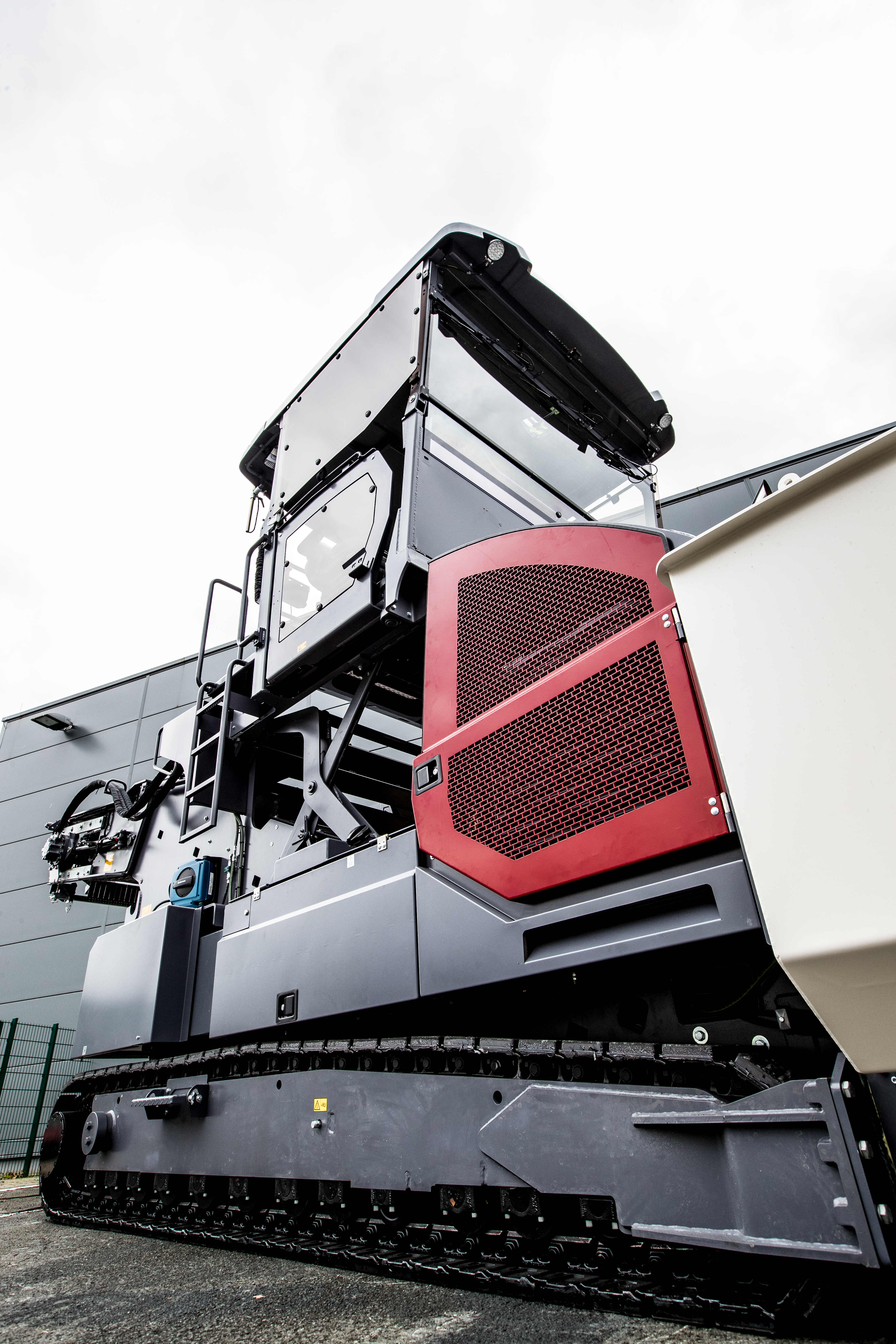
Dynapac Beschicker